# Yahel Castillo
Yahel Ernesto Castillo Huerta (né le 6 juin 1987 à Guadalajara) est un plongeur mexicain. Il a participé à deux éditions des Jeux olympiques, en 2008 à Pékin et en 2012 à Londres, terminant à chaque fois dans les dix premiers (7e puis 6e et 7e). Il est également double médaillé de bronze aux Championnats du monde en 2011 et 2013.

## Palmarès

### Jeux olympiques
| Édition      | Pays        | Épreuve                          | Résultat |
| ------------ | ----------- | -------------------------------- | -------- |
| Pékin 2008   | Chine       | Tremplin de 3 mètres individuel  | 7e       |
| Londres 2012 | Royaume-Uni | Tremplin de 3 mètres individuel  | 6e       |
| Londres 2012 | Royaume-Uni | Tremplin de 3 mètres synchronisé | 7e       |

### Championnats du monde
- Médaille de bronze au tremplin de 3 mètres synchronisé en 2011 à Shanghai avec Julián Sánchez
- Médaille de bronze au tremplin de 3 mètres en 2013 à Barcelone

### Jeux panaméricains
- Médaille d'or au tremplin de 3 mètres en 2011 à Guadalajara
- Médaille d'or au tremplin de 3 mètres synchronisé en 2011 à Guadalajara